# Лауфенбург
Лауфенбург (на немски: Laufenburg AG, на швейцарски:ˈlɑufəˌbʊrɡ) е малък град в кантон Ааргау в Швейцария. Има площ от 14.49 км² и 3299 жители (към 31 декември 2013).